# Liparetrus rotundiformis
Liparetrus rotundiformis är en skalbaggsart som beskrevs av Macleay 1886. Liparetrus rotundiformis ingår i släktet Liparetrus och familjen Melolonthidae. Inga underarter finns listade i Catalogue of Life.